# 瓦里
瓦里（英語：Warri）是尼日利亞三角州的主要石油城市，2016年时人口50萬，居民以烏爾霍博族為主，大多信奉基督教。瓦里的11月至4月是旱災，而5月至10月是雨季，由於城市附近是熱帶雨林，因此旱災時的降雨量和濕度也是很高。
5°31′N 5°45′E / 5.517°N 5.750°E